# English Challenge 2011

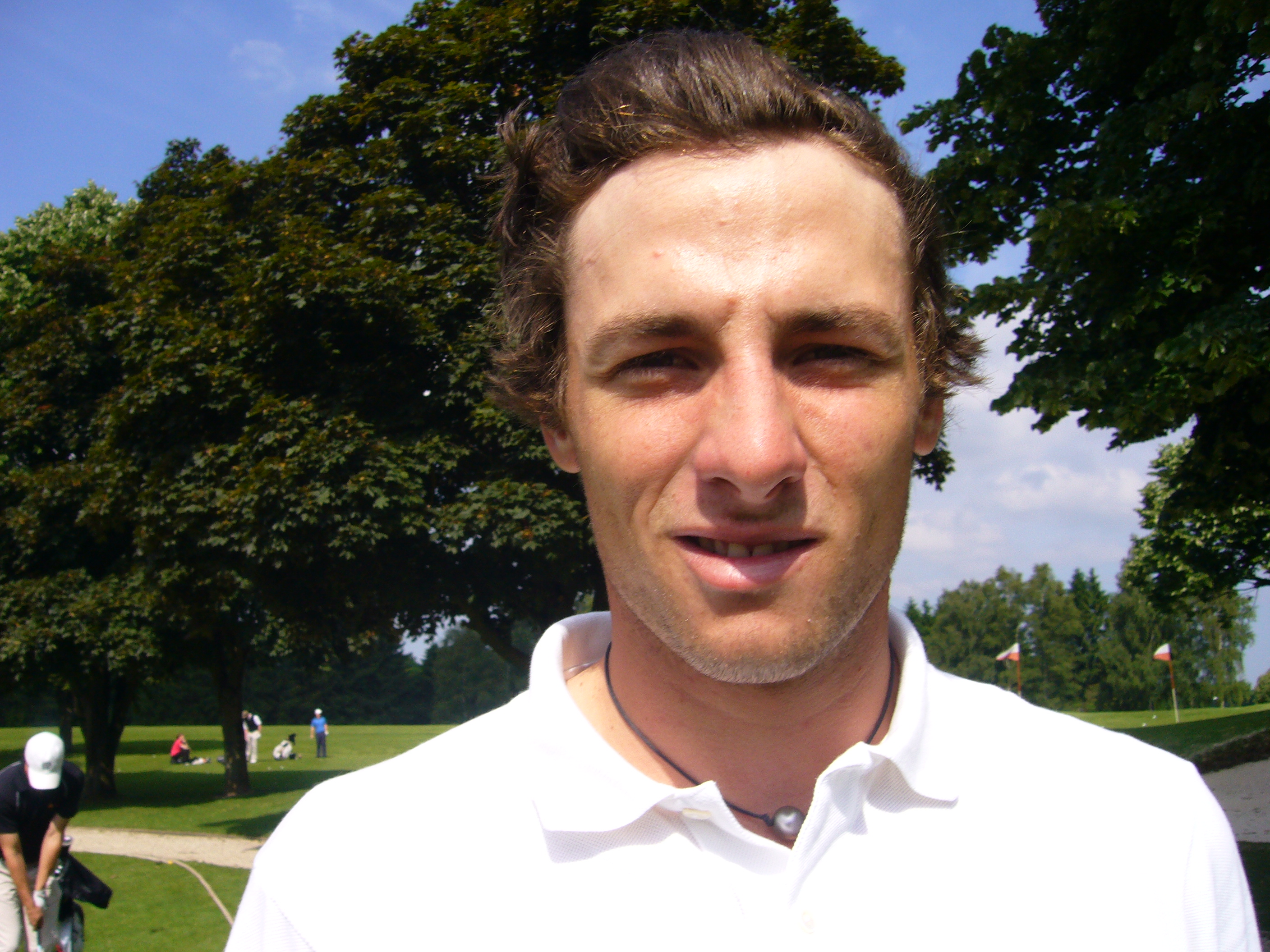
Winnaar Benjamin Hebert

De English Challenge is een golftoernooi van de Europese Challenge Tour. In 2011 wordt de tweede editie gespeeld van 21-24 juli, wederom op The Gainsborough-baan van The Stoke, een golfbaan bij het Nayland Hotel in Colchester.
Het prijzengeld is weer € 160.000, waarvan de winnaar € 24.000 krijgt. De winnaar van 2010, de Australiër Daniel Gaunt, speelt nu op de Europese PGA Tour en komt zijn titel niet verdedigen. Hij gaat naar de Nordea Masters in Zweden, want hij heeft nog niet genoeg verdiend om zijn speelrecht op de Europese Tour te verlengen.

## De baan
Hole 10 wordt de 'signature hole' genoemd, hier speel je twee keer over hetzelfde water, eerst met de afslag en dan naar de green.
De par-3 holes op deze baan verschillen onderling zeer. Hole 3 is slechts 102 meter downhill, terwijl hole 11 203 meter is. Hole 7 is 157 meter lang, maar hier ligt de green hoger dan de tee en is daardoor niet te zien. De baan eindigt met een par 3 wat niet vaak voorkomt. Hij is 175 meter lang.
Een van de deelnemers, Jamie Moul, won onlangs het Acaya Open in Italië. Hij is op deze baan opgegroeid.

## Verslag
Drie Engelse spelers staan bovenaan, Jamie Moul, die op zijn thuisbaan speelt, staat met -8 aan de leiding. De 2de plaats wordt gedeeld door Philip Golding en Jamie Little, die als reserve speler pas net wist dat hij mocht meedoen. Na de 2de ronde stond Moul nog staads aan de leiding maar een ronde 3 van 75 deed hem zakken naar de 17de plaats. Benjamin Hebert en Lloyd Kennedy kwamen na ronde r aan de leiding, gevolgd door Carl Suneson en Matthew Baldwin.
Hebert bleef in de laatste ronde steeds aan de leiding en verdiende deze week € 25.600. Het is zijn tweede overwinning van dit seizoen.
- Leaderboard

| Naam                  | R1 | Score | Nr   | R2 | Score | Totaal | Nr  | R3 | Score | Totaal | Nr  | R4 | Score | Totaal | Nr  |
| --------------------- | -- | ----- | ---- | -- | ----- | ------ | --- | -- | ----- | ------ | --- | -- | ----- | ------ | --- |
| Benjamin Hebert       | 71 | -1    | T55  | 66 | -6    | -7     | T5  | 69 | -3    | -10    | 1   | 70 | -2    | -12    | 1   |
| Victor Riu            | 66 | -6    | T4   | 72 | par   | -6     | T8  | 70 | -2    | -8     | T4  | 70 | -2    | -10    | 2   |
| Lloyd Kennedy         | 70 | -2    | T34  | 70 | -2    | -4     | T31 | 66 | -6    | -10    | 1   | 73 | +1    | -9     | T3  |
| Jamie Moul            | 64 | -8    | 1    | 71 | -1    | -9     | 1   | 75 | +3    | -6     | T17 | 70 | -2    | -8     | T5  |
| Alessandro Tadini     | 69 | -3    | T23  | 67 | -5    | -8     | T2  | 73 | +1    | -7     | T11 | 72 | par   | -7     | T9  |
| Jesus Legarrea        | 68 | -4    | T14  | 68 | -4    | -8     | T2  | 72 | par   | -8     | T5  | 75 | +3    | -5     | T24 |
| Richard Kind          | 72 | par   | T50  | 70 | -2    | -2     | T50 | 72 | par   | -2     | T46 | 75 | +3    | +1     | T58 |
| Wil Besseling         | 76 | +4    | T141 | 69 | -3    | +1     | MC  |    |       |        |     |    |       |        |     |
| Jurrian van der Vaart | 74 | +2    | T132 | 73 | +1    | +3     | MC  |    |       |        |     |    |       |        |     |
| Guillaume Watremez    | 80 | +8    | T153 | 74 | +2    | +10    | MC  |    |       |        |     |    |       |        |     |

| Leider |  | Toernooirecord |  | MC = missed cut = cut gemist |  | WD = withdrawn = teruggetrokken |

## De Spelers
| - Juan Abate - Gustav Adell - Antti Ahokas - Bjorn Åkesson - Phillip Archer - Matthew Baldwin - Benn Barham - Sion E. Bebb - Adrien Bernadet - Wil Besseling - Jean-Nicolas Billot - Michiel Bothma - Christophe Brazillier - Daniel Brooks - Alessio Bruschi - Andrew Butterfield - Jonathan Caldwell - François Calmels - Jorge Campillo - Julien Clément - Federico Colombo - Matthew Cryer - Gavin Dear - Pablo Del Grosso - François Delamontagne - Matteo Delpodio - Daniel Denison - Chris Doak - Jack Doherty - Edouard Dubois - Paul Dwyer - Klas Eriksson - Martin Erlandsson - Joaquin Estevez - Borja Etchart - Ben Evans - Matt Evans - Tommy Fleetwood | - Charlie Ford - Matt Ford - Chris Gane - Jordi García - Philip Golding - Julien Guerrier - Peter Gustafsson - Anders Schmidt Hansen - James Heath - Benjamin Hebert - James Hepworth - Rasmus Hjelm - Garry Houston - Sam Hutsby - Grant Jackson - Lasse Jensen - Niall Kearney - Ian Keenan - Lloyd Kennedy - Maximilian Kieffer - Richard Kind - Espen Kofstad - Mark Laskey - Craig Lee - Niklas Lemke - José-Filipe Lima - Jamie Little - Sam Little - Chris Lloyd - Gary Lockerbie - Mikael Lundberg - Callum Macaulay - Andrew Marshall - Nick McCarthy - Benjamin Miarka - John E Morgan - Colm Moriarty - Jamie Moul | - Marcus Palm - Jason Palmer - Andrea Perrino - Bernd Ritthammer - Victor Riu - James Robinson - Charles-Edouard Russo - Ricardo Santos - Anthony Snobeck - Matthew Southgate - Carl Suneson - Alessandro Tadini - Simon Thornton - Steven Tiley - Jurrian van der Vaart - Francis Valera - Sam Walker - Inder van Weerelt - Tom Whitehouse - Olly Whiteley - Andrew Willey - Daniel Wuensche Challenge Tour invitatie - Greg Snow - Wei Wei - Xin-jun Zhang Nationale invitatie - Christian Aronsen - HP Bacher - Nino Bertasio - Elias Bertheussen - Jon Bevan - Laurie Canter - Graeme A Clark - Moises Cobo - George Cowan - Agustin Domingo | - Scott Drummond - Gareth Evans - Billy Fowles - Jordi García Pinto - Julien Grillon - Steven Hackett - Chris Hanson - Jamie Harris - Thomas Haylock - Jonas Enander Hedin - Nuno Henriques - Andreas Högberg - Jamie Howarth - Marcus Larsson - Martin Lemesurier - Trent Leon - Alexander Levy - Daniel Lokke - Andrew McArthur - Richard O'Hanlon - Adrian Otaegui - Chris Paisley - Eddie Pepperell - Tim Rice - Gareth Shaw - Andrea Signor - Raphaël de Sousa - Paul Streeter - Fredrik Svanberg - Richard Wallis - Guillaume Watremez - Robin Wingardh Amateurs - David Coupland - Craig Hinton - Antonio Hortal - Scott Fernandez |